# Tachyeres leucocephalus
Tachyeres leucocephalus е вид птица от семейство Патицови (Anatidae). Видът е световно застрашен, със статут Уязвим.

## Разпространение
Видът е разпространен в Аржентина.